# Samin Gómez
Samin Gómez Briceño (Maracay, 4 de febrero de 1992) es una piloto de automovilismo venezolana.

## Carrera

### Fórmula Pilota China
Gómez comenzó su carrera en el karting en 2006. Aquí continuó conduciendo hasta 2010. En 2011 pasó a las carreras de fórmula en la Fórmula Renault Asia para el equipo Jenzer Welch Asia Racing. Compitió en solo 3 de las 6 rondas del campeonato. Terminó décima en el campeonato con 16 puntos. El tercer puesto en la primera carrera del Circuito Internacional de Sepang fue su mejor resultado.

### Fórmula Abarth
En 2012, Gómez se cambió a la Fórmula Abarth, donde también condujo para Jenzer Motorsport. Terminó séptima en el campeonato con 123 puntos. Su mejor resultado fue dos veces un tercer puesto en el Circuito Ricardo Tormo y el Autodromo Enzo e Dino Ferrari.

### GP3 Series
En 2013, Gómez pasó a la GP3 Series, donde también condujo para Jenzer. Con una decimotercera plaza en el primer fin de semana de carrera en el Circuit de Catalunya como mejor resultado, terminó 26ª en el campeonato sin puntos.
En 2015, Gómez vuelve a GP3, incorporándose al equipo Campos Racing.

### Auto GP
En 2014, Gómez no tenía un asiento de carrera fijo, pero sí participó en los fines de semana de carrera en el Autodromo Nazionale di Monza y el Autodromo Enzo e Dino Ferrari en el Auto GP para el equipo Zele Racing. Llegó a la línea de meta solo una vez con el noveno lugar en Monza, terminando vigésimo en el campeonato con dos puntos.
En 2016 comenzó su labor de coach con jóvenes pilotos de karting. En 2024 participó en el Campeonato Nacional de Automovilismo de Venezuela, Copa Digitel, celebrada en Taragua.